# Liste der Wappen im Landkreis Bautzen
Diese Liste zeigt die Wappen der Städte und Gemeinden im sächsischen Landkreis Bautzen.

Wappen des Landkreises Bautzen
Lage des Landkreises Bautzen in Sachsen
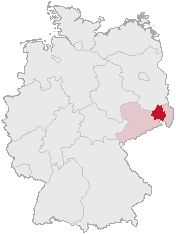
Lage des Landkreises Bautzen in Deutschland

## Wappen der Städte und Gemeinden
Folgende Gemeinden führen kein Wappen:
| - Doberschau-Gaußig - Frankenthal - Großharthau | - Kubschütz - Neukirch (bei Königsbrück) - Neukirch/Lausitz | - Puschwitz - Radibor - Rammenau | - Schwepnitz - Steinigtwolmsdorf |

Gemeinde Arnsdorf
Große Kreisstadt Bautzen (Wappenbeschreibung)
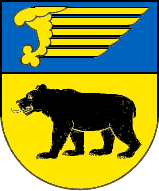
Stadt Bernsdorf
Große Kreisstadt Bischofswerda
Gemeinde Burkau
Gemeinde Crostau
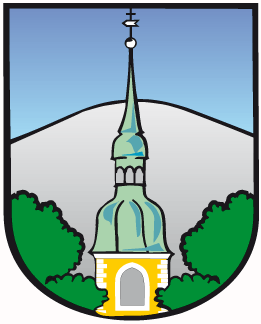
Gemeinde Crostwitz
Gemeinde Cunewalde
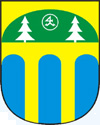
Gemeinde Demitz-Thumitz
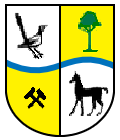
Gemeinde Elsterheide
Stadt Elstra
Gemeinde Göda
Gemeinde Großdubrau
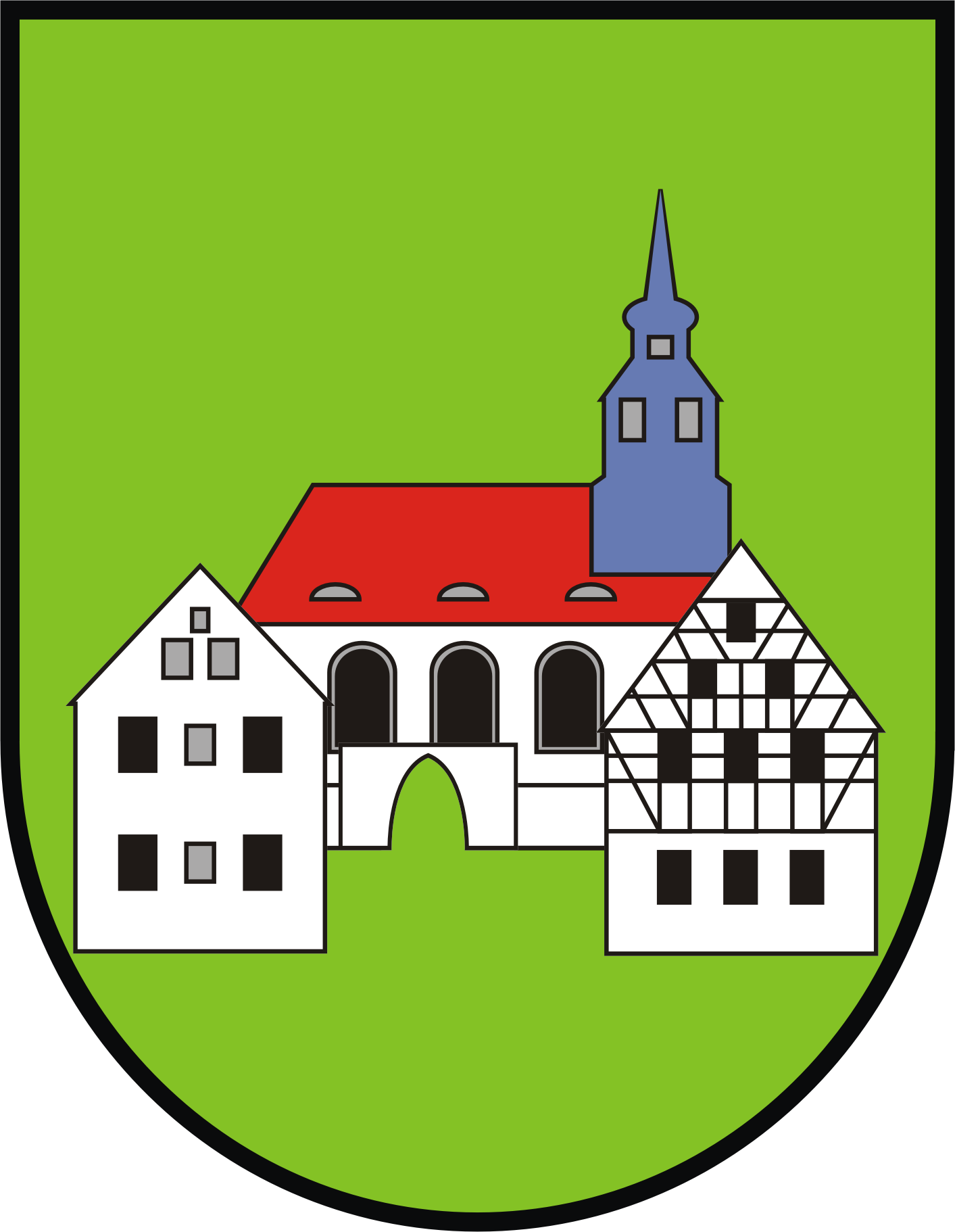
Gemeinde Großnaundorf
Gemeinde Großpostwitz (Wappenbeschreibung)
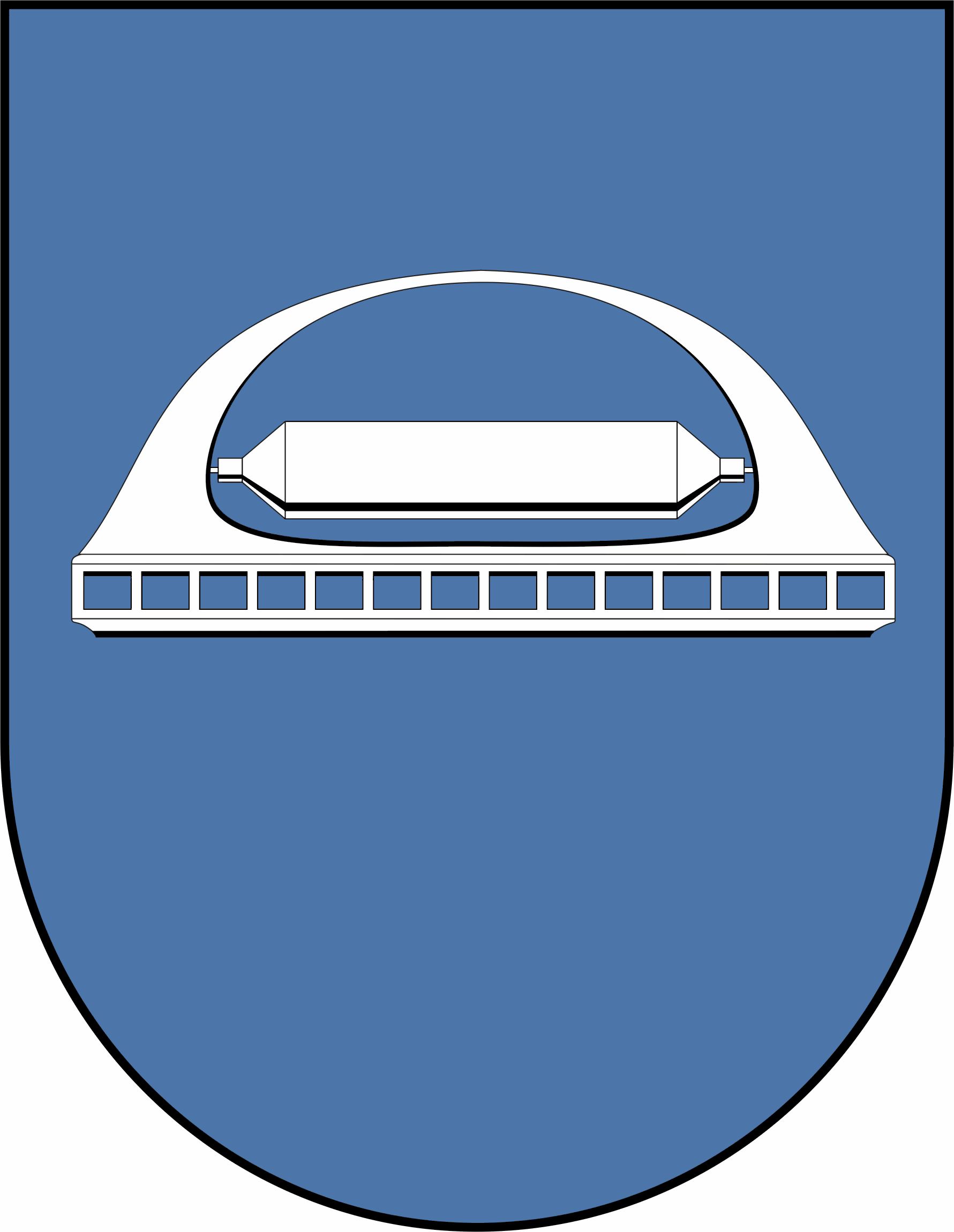
Stadt Großröhrsdorf
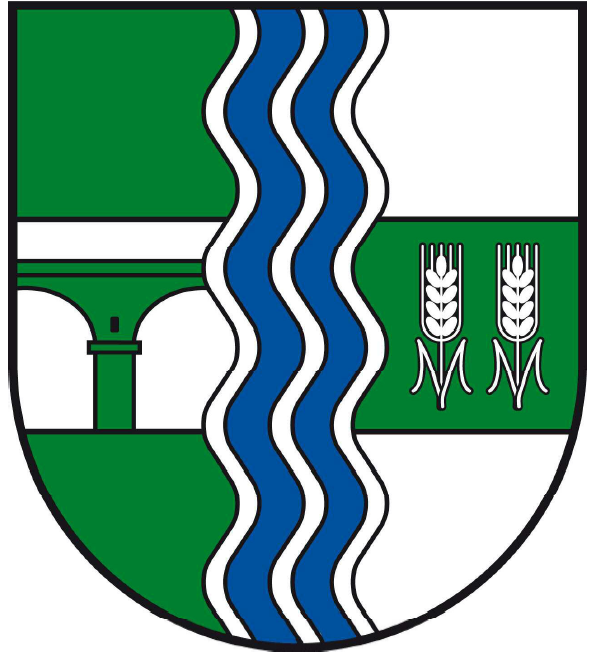
Gemeinde Haselbachtal
Gemeinde Hochkirch
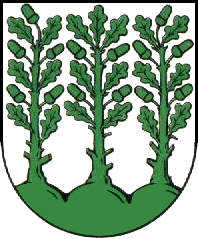
Große Kreisstadt Hoyerswerda
Große Kreisstadt Kamenz
Gemeinde Kirschau
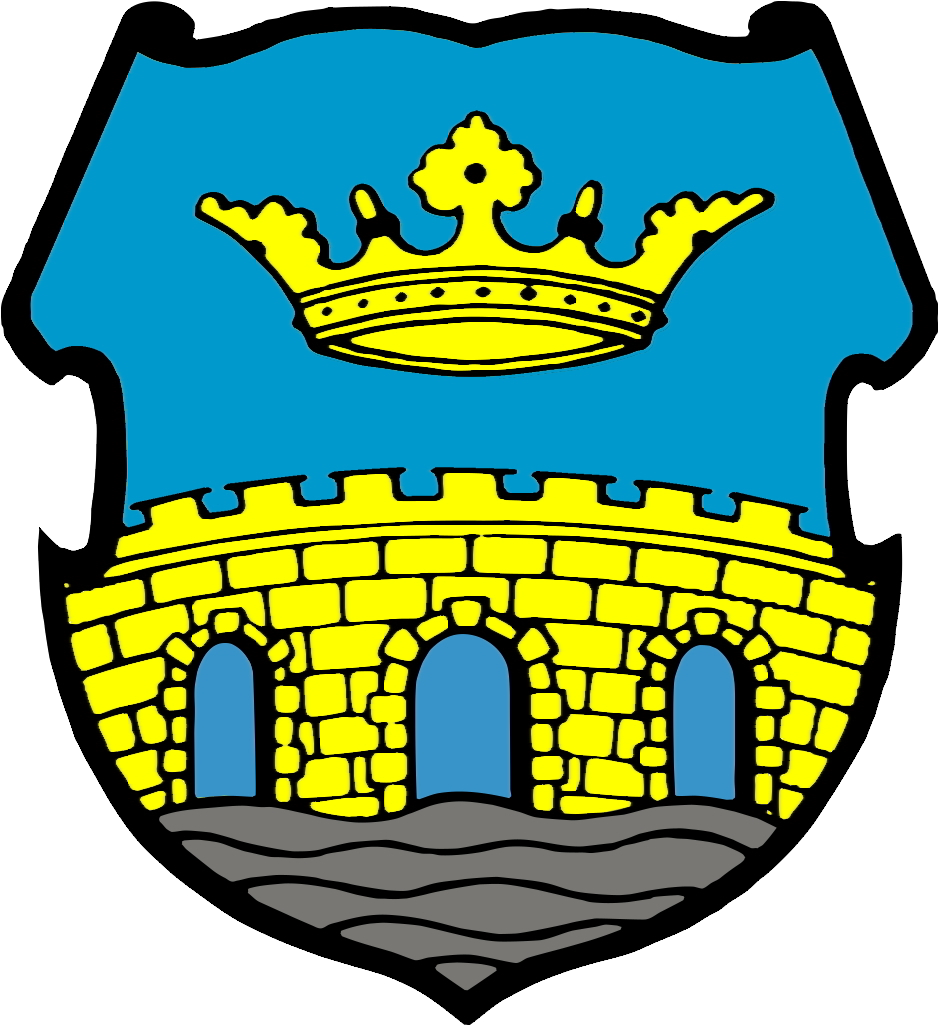
Stadt Königsbrück
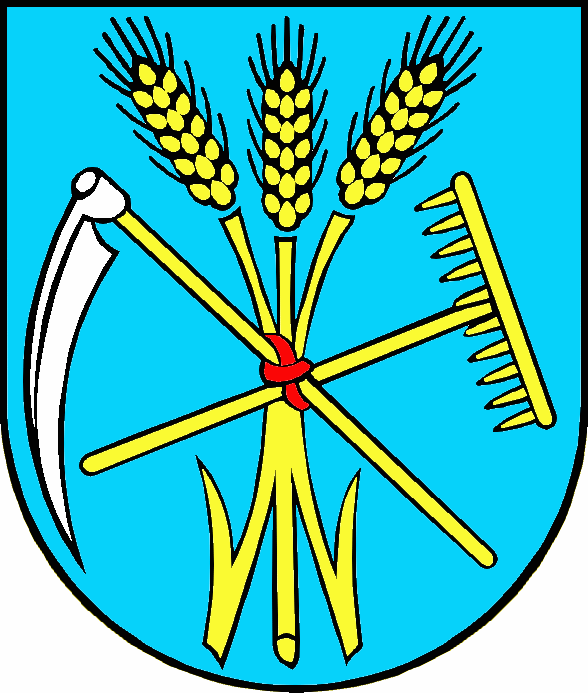
Gemeinde Königswartha
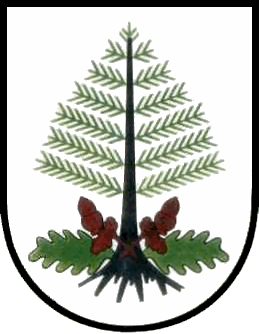
Gemeinde Laußnitz
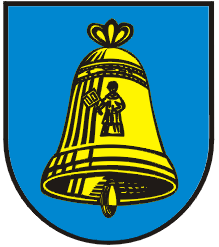
Stadt Lauta
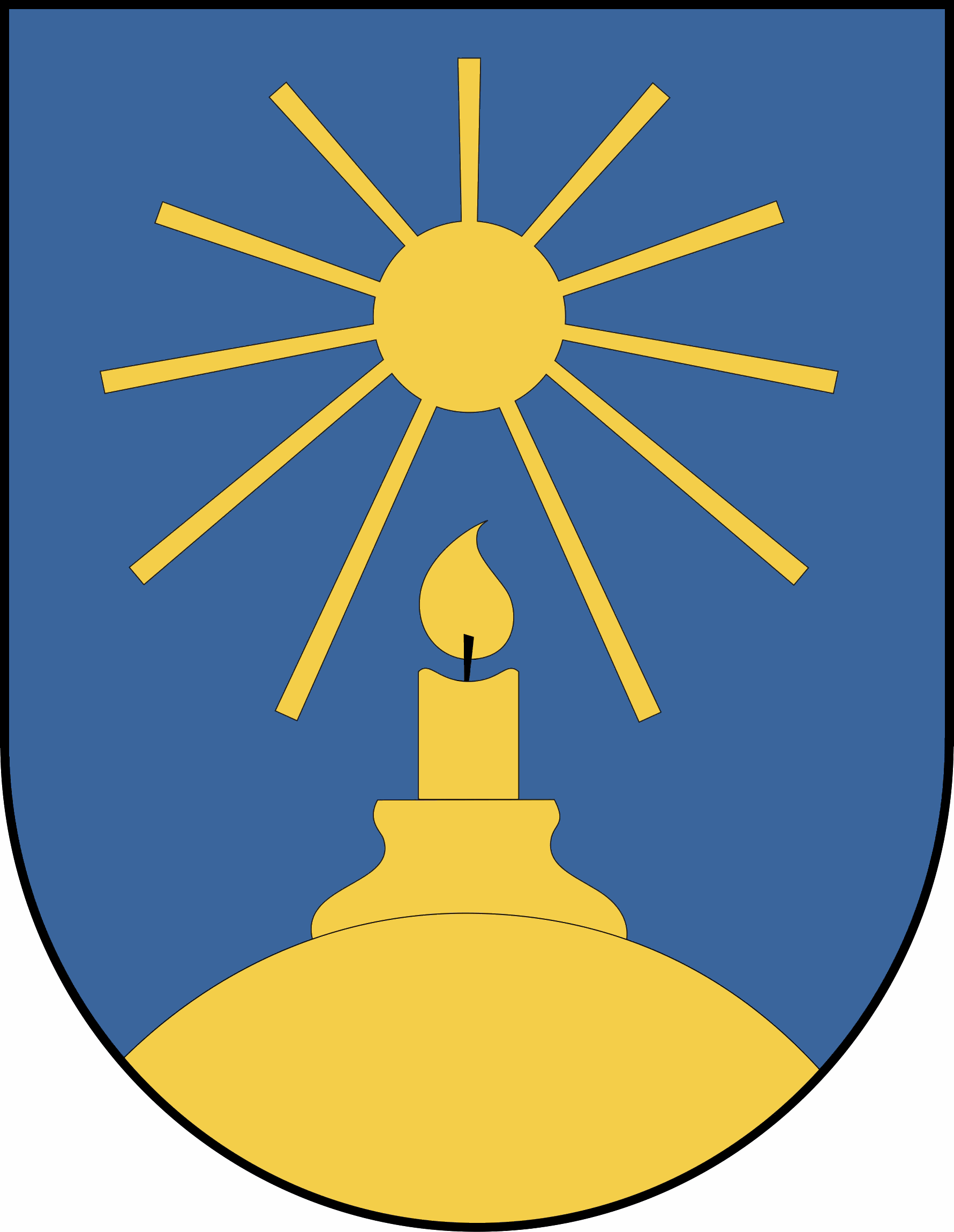
Gemeinde Lichtenberg
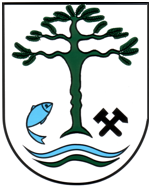
Gemeinde Lohsa
Gemeinde Malschwitz
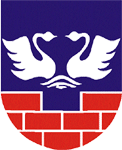
Gemeinde Nebelschütz
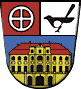
Gemeinde Neschwitz
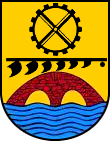
Gemeinde Obergurig
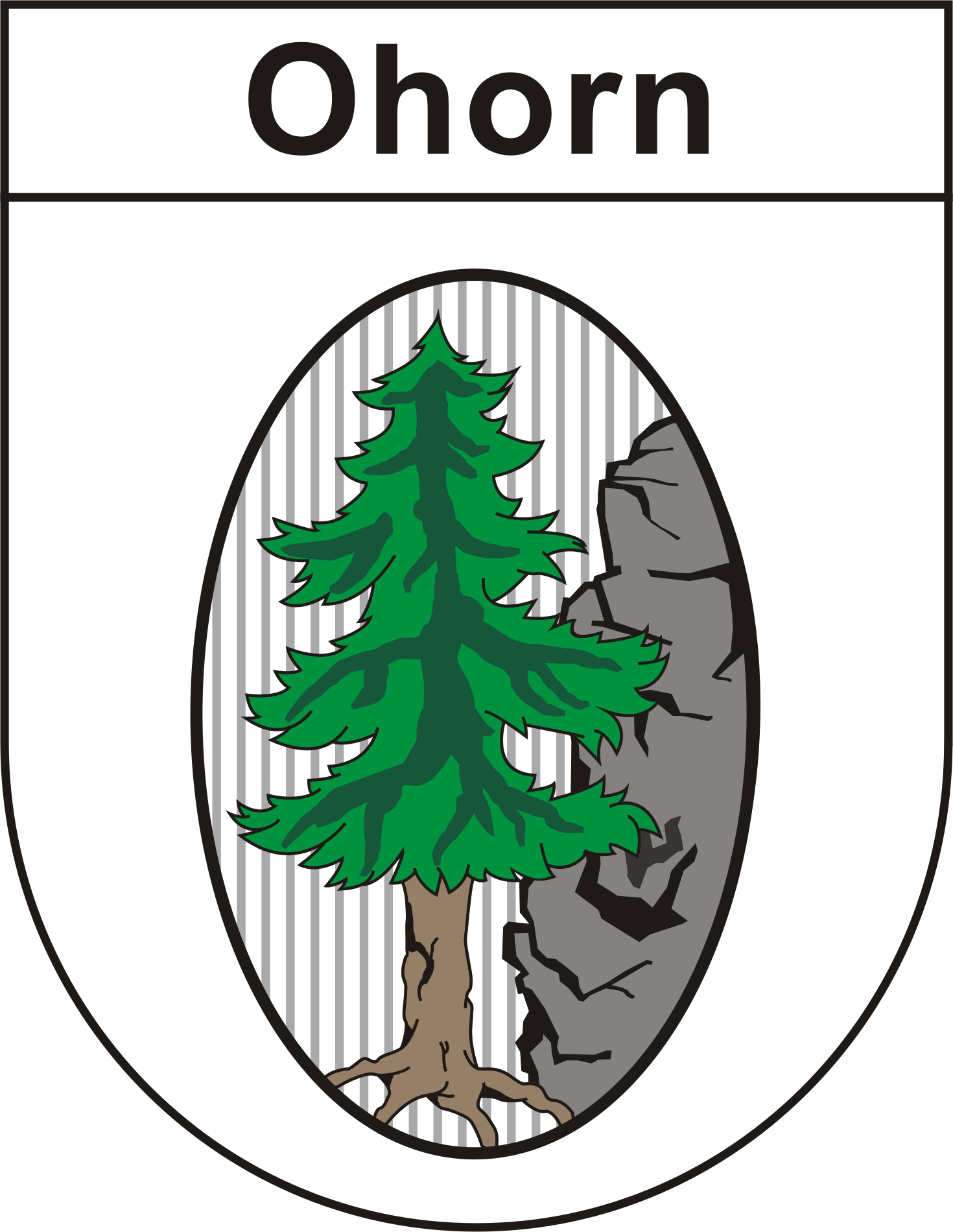
Gemeinde Ohorn
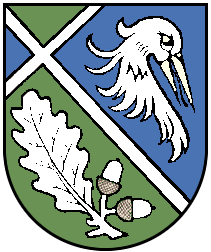
Gemeinde Oßling
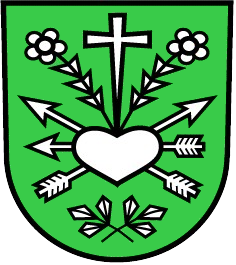
Gemeinde Ottendorf-Okrilla
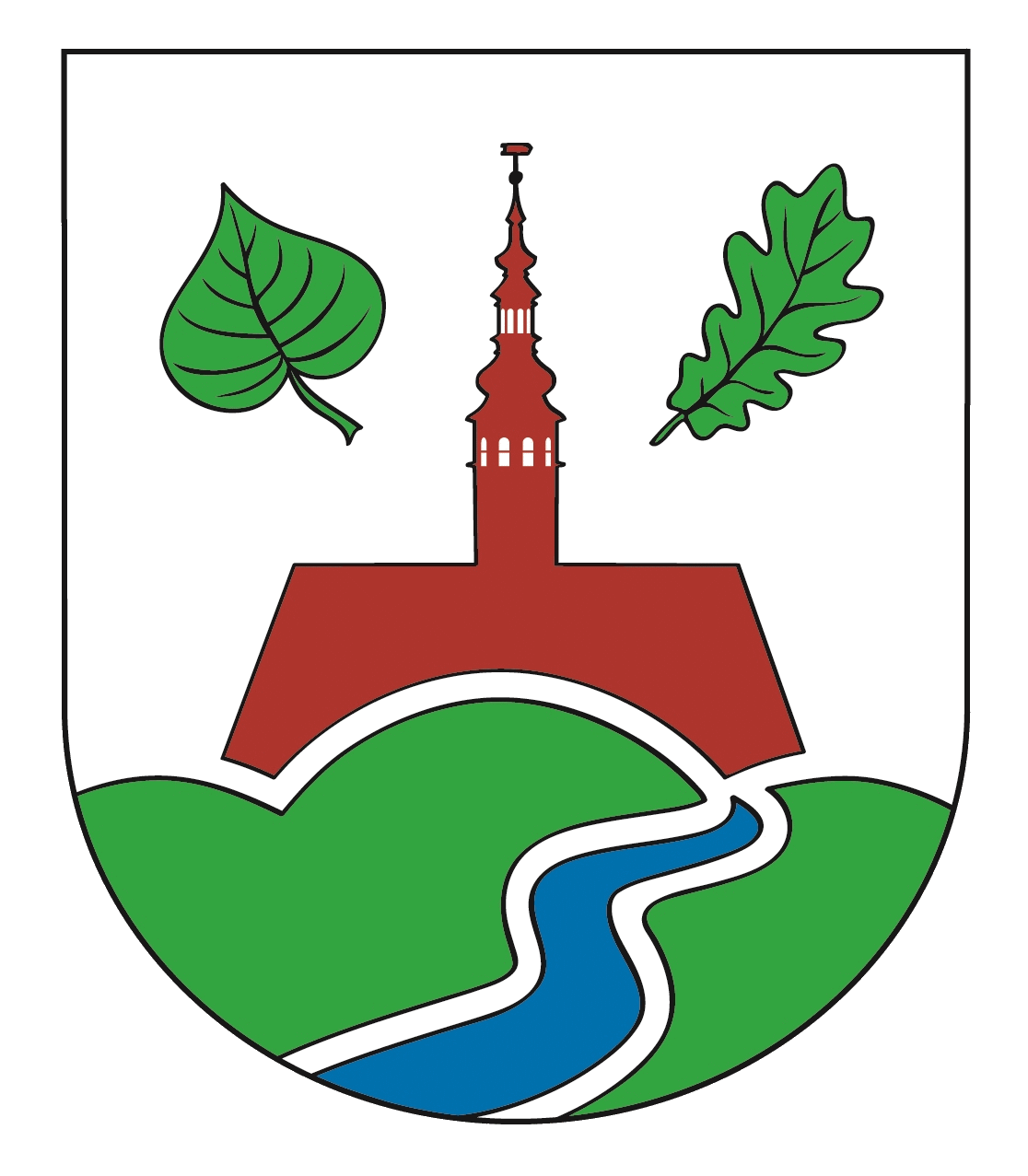
Gemeinde Panschwitz-Kuckau
Stadt Pulsnitz
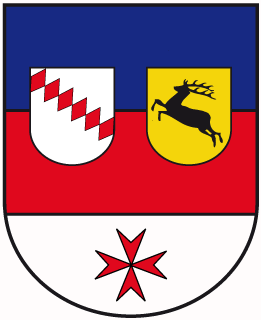
Gemeinde Räckelwitz
Große Kreisstadt Radeberg
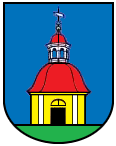
Gemeinde Ralbitz-Rosenthal
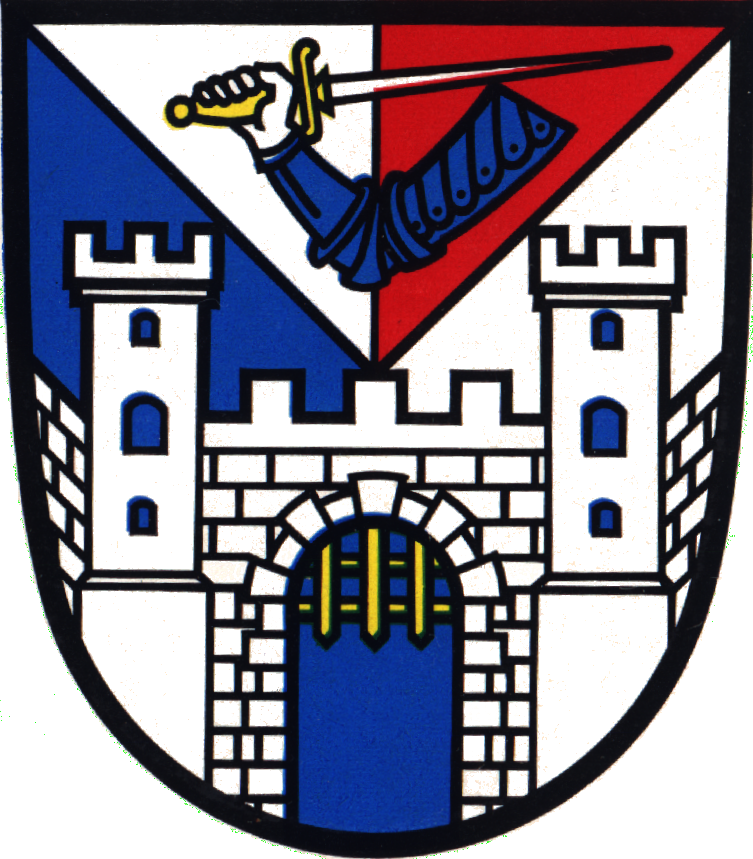
Stadt Schirgiswalde
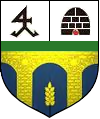
Gemeinde Schmölln-Putzkau
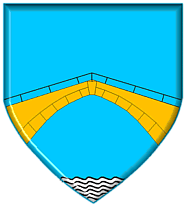
Gemeinde Sohland an der Spree (Wappenbeschreibung)
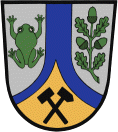
Gemeinde Spreetal
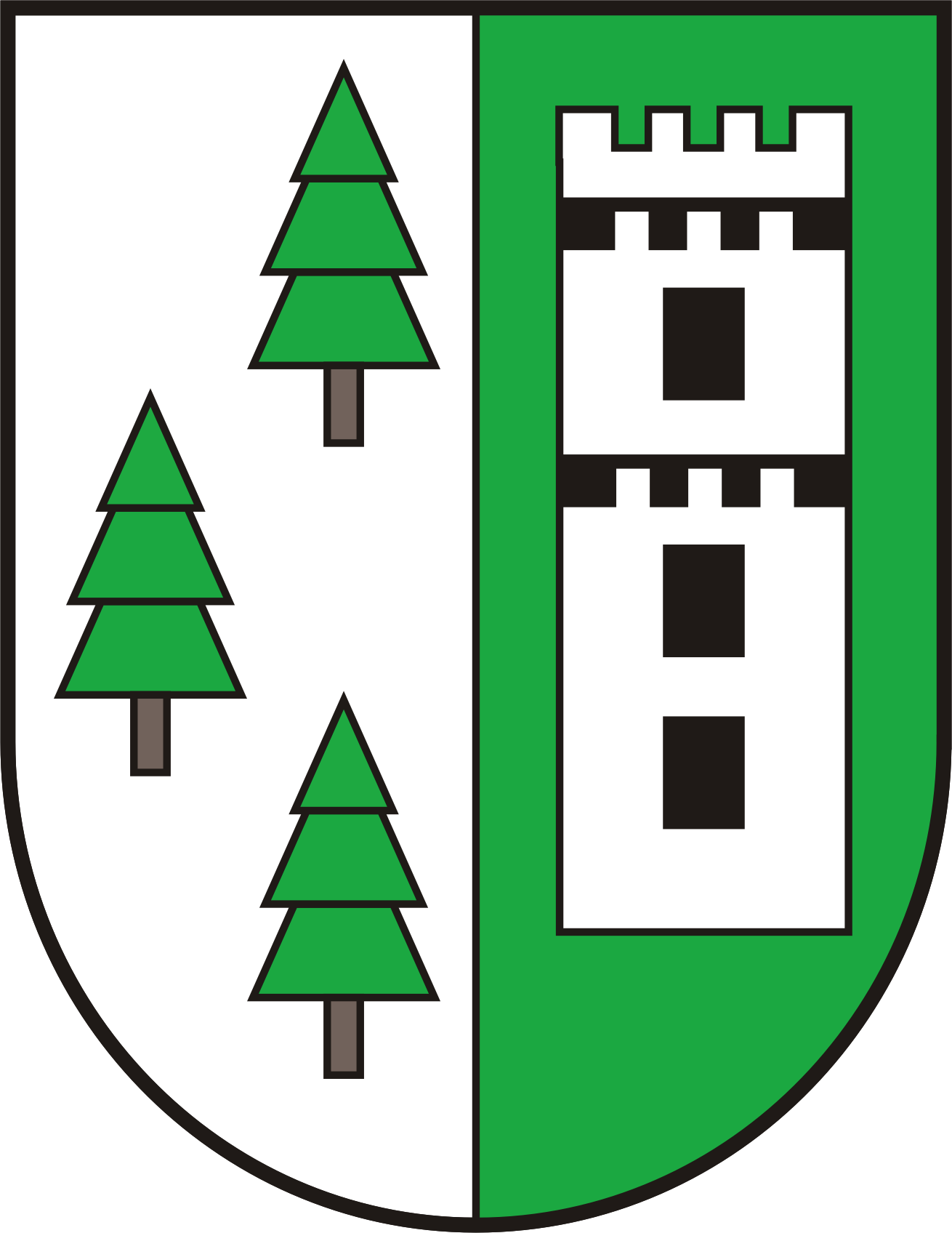
Gemeinde Steina
Gemeinde Wachau
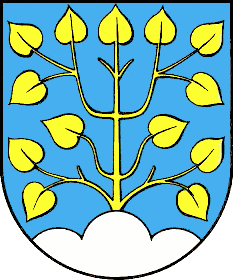
Stadt Weißenberg
Stadt Wilthen (Wappenbeschreibung)
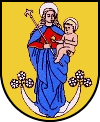
Stadt Wittichenau

## Wappen ehemaliger Landkreise

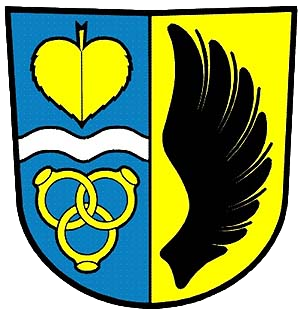
Wappen des Landkreises Kamenz
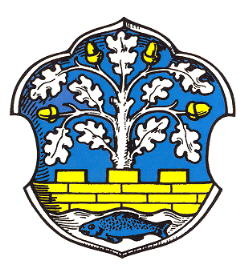
Wappen des Landkreises Hoyerswerda (1990–1995)
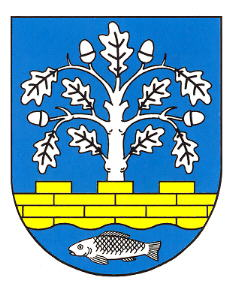
Wappen des Landkreises Hoyerswerda (1995–1996)

## Wappen einst selbstständiger Gemeinden

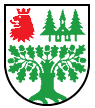
Bretnig-Hauswalde, jetzt Teil der Stadt Großröhrsdorf
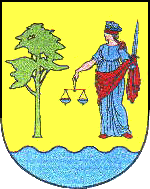
Ortsteil Guttau der Gemeinde Malschwitz
Ortsteil Oberlichtenau der Stadt Pulsnitz
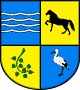
Gemeinde Schönteichen (jetzt Kamenz)
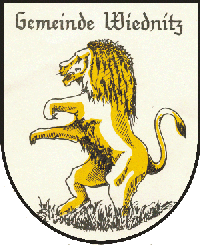
Ortsteil Wiednitz der Stadt Bernsdorf